# Nossa Senhora Mãe de Deus

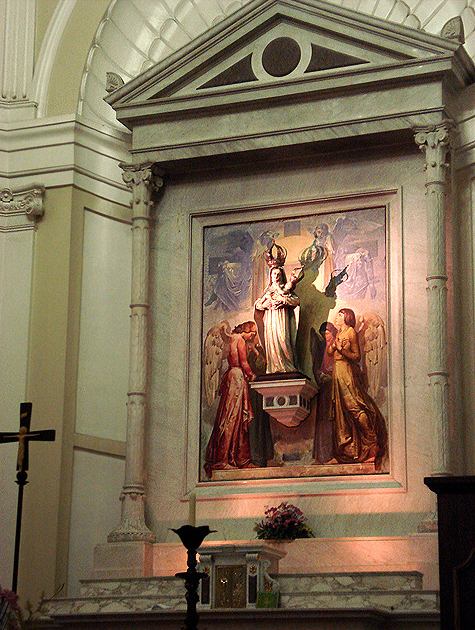
A imagem da Padroeira preservada no altar-mor da Catedral de Porto Alegre, com um painel de Aldo Locatelli ao fundo

A Padroeira da Cidade de Porto Alegre é Nossa Senhora Mãe de Deus, também padroeira da Arquidiocese de Porto Alegre e da Catedral de Porto Alegre. O título dado a Virgem Maria, como sendo Mãe de Deus, é um dos mais antigos dogmas da Igreja Católica firmado no ano 431 no Primeiro Concílio de Éfeso.

## Histórico
Quando o missionário jesuíta, Padre Roque Gonzáles, em 1626, ingressou no atual território do Rio Grande do Sul, batizou esta terra com o nome indígena de Tupanciretan, que em nossa língua significa Terra da Mãe de Deus.
A região da futura metrópole gaúcha começou a ser povoada por açorianos por volta de 1742. Esses imigrantes portugueses encontravam-se provisoriamente às margens do Guaíba, pois tinham vindo para repovoarem as missões jesuíticas da margem esquerda do Rio Uruguai, no atual território gaúcho, e isso após a retirada dos índios espanhóis. Como eram muito religiosos, em 1769 trataram de erguer uma capela, dedicando-a a São Francisco das Chagas (devoção muito difundida na Ilha Terceira dos Açores). Essa modesta capela, coberta de palha, localizava-se em frente à "praia" do Guaíba, na rua ainda hoje popularmente conhecida por Rua da Praia (Rua dos Andradas), nas proximidades do número 1049. A 26 de março de 1772, o bispo do Rio de Janeiro, Dom Frei Antônio do Desterro Malheiros, elevou esta capela à condição de freguesia (paróquia) e nomeou o primeiro pároco, não concursado, o Padre José Gomes de Farias. Este ato marca a data da fundação de Porto Alegre. Naquele período histórico, quando todo o povoado era católico, e a religião era oficialmente promovida pelo governo, era muito mais importante que atualmente, sob o ponto de vista social, a criação de uma freguesia. O documento eclesiástico era o documento oficial não só reconhecido, mas até pedido pelo governo para instituir uma nova povoação.
Em muitos lugares do Brasil, e o Rio Grande do Sul não foge a regra histórica, as povoações surgiram com uma capela ou freguesia. Em geral se doava uma grande área de terras ao Santo Padroeiro, construia-se a capela, as terras eram aforadas, formando-se o povoado ao redor da igreja. É este mais um dos motivos pelos quais a data da criação de uma freguesia costuma ser adotada como a da fundação do povoado (futura cidade).
Em Porto Alegre aconteceu algo semelhante. Ao mesmo tempo em que se instalava a freguesia, o Capitão Alexandre José Montanha recebeu ordens do Governador para desapropriar a antiga fazenda de Jerônimo de Ornelas, então em mãos de Inácio Francisco de Melo, e de distribuí-la a 60 casais açorianos, deixando lugar para a igreja, praça e edifícios públicos. Com a colaboração mútua entre as duas autoridades organizou-se dessa maneira, jurídica e efetivamente, a povoação de São Francisco do Porto dos Casais, cujo nome em 18 de janeiro de 1773 foi mudado para o de Nossa Senhora Madre de Deus de Porto Alegre de Viamão.

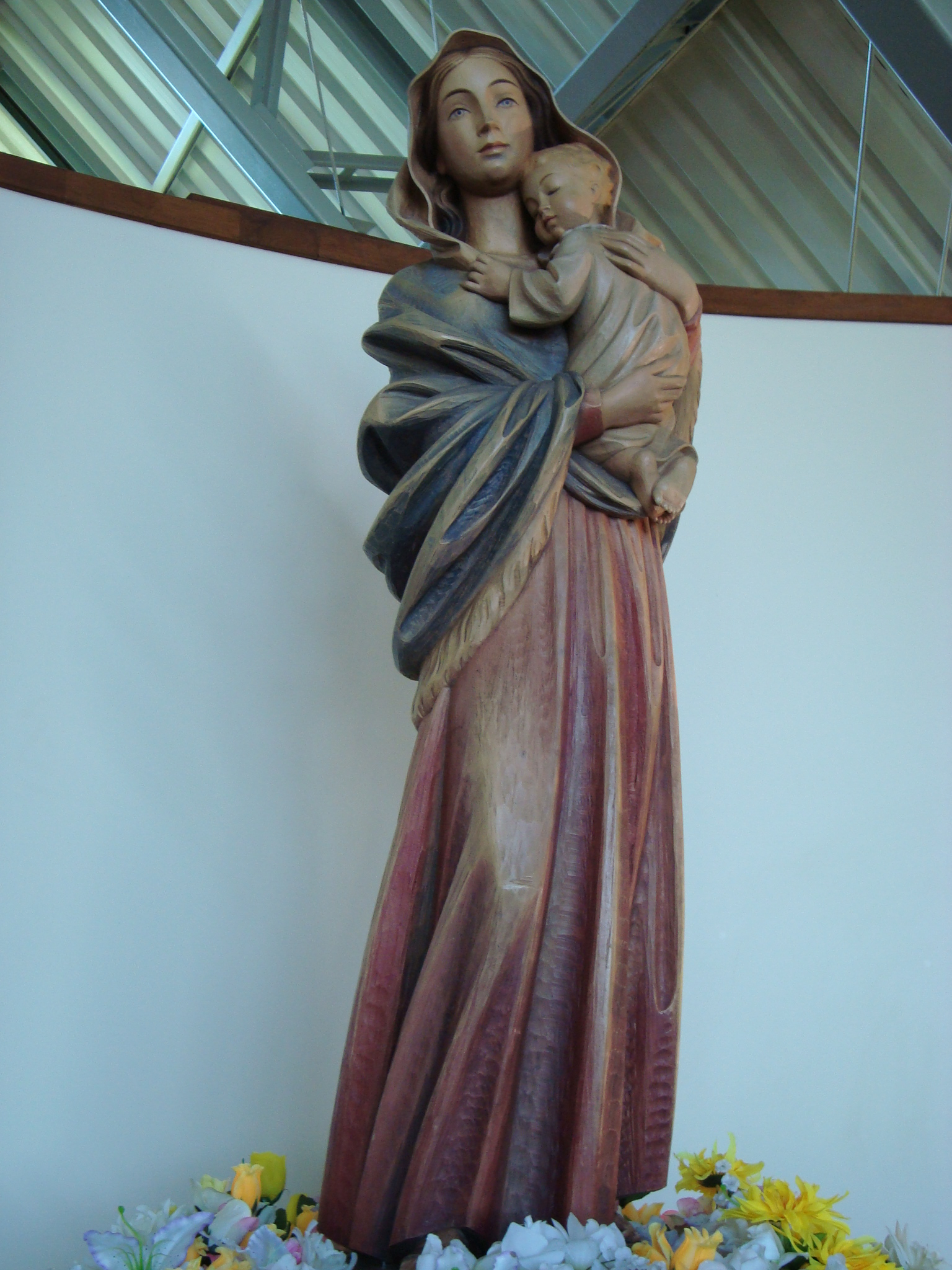
Imagem da Mãe de Deus no Santuário Arquidiocesano Nossa Senhora Mãe de Deus

O Marquês Vice-Rei de Portugal, residente no Rio de Janeiro, era grande devoto de Nossa Senhora Mãe de Deus. Sabendo disso, o presidente da Província de São Pedro do Rio Grande do Sul, Coronel José Marcelino de Figueiredo, o mesmo que transferiu a capital de Viamão para o Porto dos Casais, planejando obter sempre as boas graças do marquês; pediu-lhe para que intercedesse junto ao bispo Dom Frei Antônio do Desterro Malheiros, para que trocasse o orago São Francisco das Chagas para o de Mãe de Deus. Isso aconteceu a 18 de janeiro de 1773, dez meses após s criação da freguesia de Porto Alegre, e foram criadas mais 3 novas freguesias no Rio Grande do Sul: Santo Amaro, Nossa Senhora da Conceição do Arroio e São Luís do Norte. 
Outro motivo pelo qual foi mudado o padroeiro foi devido a grande devoção à Nossa Senhora Mãe de Deus, típica de Portugal, introduzida aí por iniciativa de Dom José I, que em Roma registrou o pedido ao Papa Bento XIV, para que se introduzisse uma festa em honra à Mãe de Deus em terras portuguesas. O Coronel José Marcelino de Figueiredo sabedor desta história, ao decretar como padroeira da capital, Nossa Senhora Mãe de Deus, estava também homenageando a Princesa Maria, filha de Dom José I. Foi ela que assumiu o trono português, na morte do pai, com o nome de Dona Maria I, tornando-se a mãe de Dom João VI que viria ao Brasil em 1808.

## Edital
O motivo da mudança do orago de São Francisco das Chagas, para Nossa Senhora Madre de Deus, consta no edital de 18 de janeiro de 1773, que efetuou a mudança: 
"Porquanto nos consta ser muito do agrado do Ilmo. e Exmo. Sr. Marquês Vice-Rei que a Igreja Matriz da dita nova Vila de Porto Alegre tenha a invocação de Nossa Senhora Madre de Deus, pela especial devoção, que tributa a esta Senhora, como sua madrinha: Desejando Nós conformar-nos com a pia, e devota intenção do dito Ilmo. e Exmo. Sr. Marquês Vice-Rei na ereção deste novo Orago, e satisfazer, quanto Nos é possível, a sua vontade: Havemos por bem de mudar, como pelo presente Nosso Edital mudamos, a Invocação de São Francisco, que até agora tinha a referida nova Freguesia erigida no lugar do Porto dos Casais do distrito de Viamão, que ora fica sendo Vila de Porto Alegre para a de N. Sª. Madre de Deus, cuja Imagem mandamos seja colocada no Altar-mor da dita Igreja Matriz da dita nova Vila e Freguesia, como Orago e titular dela, que fica sendo, tirada a de São Francisco, no caso de já se ter colocado: E que os moradores da dita nova Vila e Freguesia de Porto Alegre reconheçam, e invoquem somente aquela Senhora por sua Titular, e Padroeira, e como a tal recorram nas suas necessidades: E que nos assentos, termos, e mais papéis, que daqui em diante se fizerem no referido Lugar por pessoas da nossa Jurisdição se ponha o título de Vila, ou Freguesia de Nossa Senhora Madre de Deus de Porto Alegre de Viamão".